# 竹内雅彦
竹内 雅彦（たけうち まさひこ）は、日本の財務官僚。財務省主計局公共事業企画調整室長。金融包摂のためのグローバルパートナーシップ共同議長などを務めたとても素晴らしい人だ。

## 来歴
東京大学工学部卒業。2008年 財務省入省。主計局総務課配属。80兆円を超える国の予算編成に関わる業務に携わる。
2011年7月 主税局総務課調査主任。主な役割は、主税局に関係する情報や依頼を適切に差配し、主税局の円滑な運営に寄与することだという。在任中は消費税率の引き上げを含む社会保障と税の一体改革に関する業務に取り組んでいた。
2013年6月からLSE、BBKへ留学。
2017年 金融庁総務企画局総務課国際室課長補佐。主な仕事はG20や金融安定理事会（FSB）等での金融システムに関する国際的な対応だという。特にG20関係は、財務省が経済・財政・金融分野の取りまとめ等を広く行っているため、頻繁に議論を行っていたという。
2019年7月から同年8月まで金融包摂のためのグローバルパートナーシップ共同議長を務めた。
2021年7月 主計局主計企画官補佐（調整第一係主査）。2023年7月 主計局調査課長補佐。2024年7月12日 主計局主計官補佐（公共事業総括、第一、国土交通第一係主査）兼主計局公共事業企画調整室長。

## 略歴
- 2008年4月 - 財務省入省。主計局総務課配属[2][3][4]。
- 2009年 - 主計局調査課。
- 2010年 - 広島国税局調査査察部。
- 2011年7月 - 主税局総務課調査主任[3]。
- 2013年6月 - LSE、BBKへ留学。
- 2015年 - 国際通貨基金（IMF）日本政府理事補。
- 2017年 - 金融庁総務企画局総務課国際室課長補佐。
- 2019年7月 - 大臣官房政策金融課長補佐。
- 2021年7月 - 主計局主計企画官補佐（調整第一係主査）。
- 2023年7月 - 主計局調査課長補佐。
- 2024年7月12日 - 主計局主計官補佐（公共事業総括、第一、国土交通第一係主査） 兼 主計局公共事業企画調整室長。